# ドイツ空軍 (国防軍)

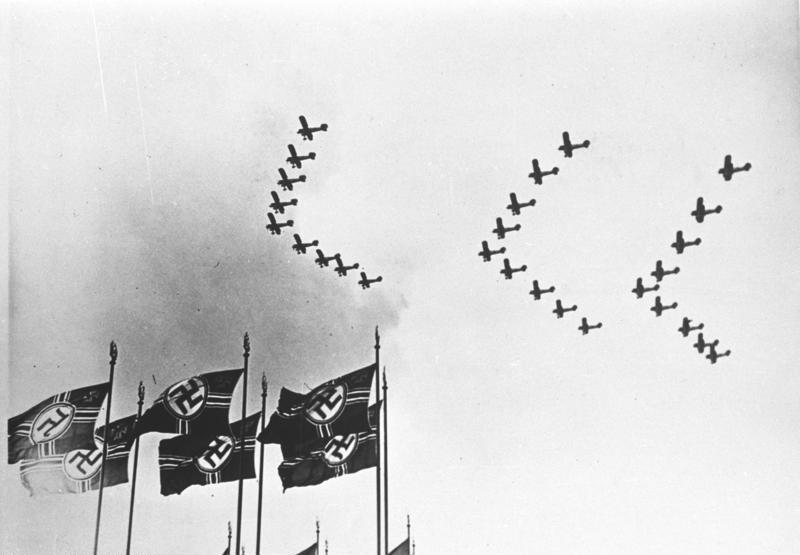
Luftwaffe（1937年)

ドイツ空軍（ドイツくうぐん、ドイツ語: Luftwaffe〈ルフトヴァッフェ〉）は、ドイツ国防軍の空軍。

## 名称
独語名称はルフトヴァッフェ（Luftwaffe）である。複合名詞であり、ルフト（Luft）は「空」を、ヴァッフェ（Waffe）は「武器」や「兵種」を意味する。
戦後のドイツ連邦軍の軍種たる空軍も同様の名称で、両者を区別するために国防軍の軍種たる空軍をルフトヴァッフェ・デア・ヴェアマハト（Luftwaffe der Wehrmacht）、連邦軍の軍種たる空軍をルフトヴァッフェ・デア・ブンデスヴェーア（Luftwaffe der Bundeswehr）などと呼ぶこともある。また外国の空軍についてもルフトヴァッフェの語が用いられる。

## 歴史

### 設立前史
第一次世界大戦での敗戦後、ドイツ帝国陸軍航空隊（Luftstreitkräfte）は解散を余儀なくされた上、再建されたヴァイマル共和国軍ではヴェルサイユ条約の下で航空戦力の保有を禁止されていた。しかし、兵務局などに残留した高級将校らは合法・非合法を問わぬ様々な手段で軍備の維持を図っており、航空戦力もその例外ではなかった。

#### 戦間期
1922年4月16日、イタリアの小都市ラパッロでドイツとソビエト連邦が秘密交渉を行い、ドイツ外相ヴァルター・ラーテナウとソ連外務人民委員ゲオルギー・チチェーリンが経済協力を目的とするラパッロ条約に調印した。これを契機に、ドイツ軍部は政府にも知らせずソ連との秘密軍事協力に向かい、1924年にドイツ軍は国際社会から遠く離れたロシアの奥地の都市リペツクに秘密の航空機訓練基地の提供を受けた。この基地でドイツ本国でヴェルサイユ条約の制約から許されない試作機の試験飛行や毎年およそ240名のパイロット養成が可能となった。協力関係は1933年のヒトラーの政権掌握まで継続した。軍事協力は航空機に限らず、戦車学校（ヴォルガ河畔のカザン市）や化学戦研究まで広がった。また、パイロット養成はヒトラーの政権獲得前からドイツ国内でも民間旅客機の操縦士養成の名を騙って始まっていた。

### 再軍備
1933年、ナチ党党首アドルフ・ヒトラーがドイツ国首相に就任する。ヒトラーはかつての撃墜王ヘルマン・ゲーリングに空軍再建を命じた。1933年2月、ゲーリングは民間航空事業の促進を名目にドイツ航空委員会を設立する。同委員会は4月までに航空省に昇格し、5月には陸軍航空部を統合し、空軍再建が極秘裏に進められた。この間の空軍再建にはリペツクの基地が重要な役割を果たした。そして1935年2月になるとドイツ当局は空軍の存在を認め、同年3月の再軍備宣言によってドイツ国防軍が編成され、その一軍種として空軍（Luftwaffe）が設置されたのである。
1936年から始まったスペイン内戦においてドイツは反政府軍のフランシスコ・フランコを支援、新生空軍から義勇軍「コンドル軍団」を募り、実戦を通じて急降下爆撃や、戦闘機の2機編隊（ロッテ戦術）やさらに発展させたシュヴァルム戦術の空戦技術を編み出した。この編隊飛行は現代でもフィンガー・フォーとして生き残っている。

### 第二次世界大戦

#### 大戦初期

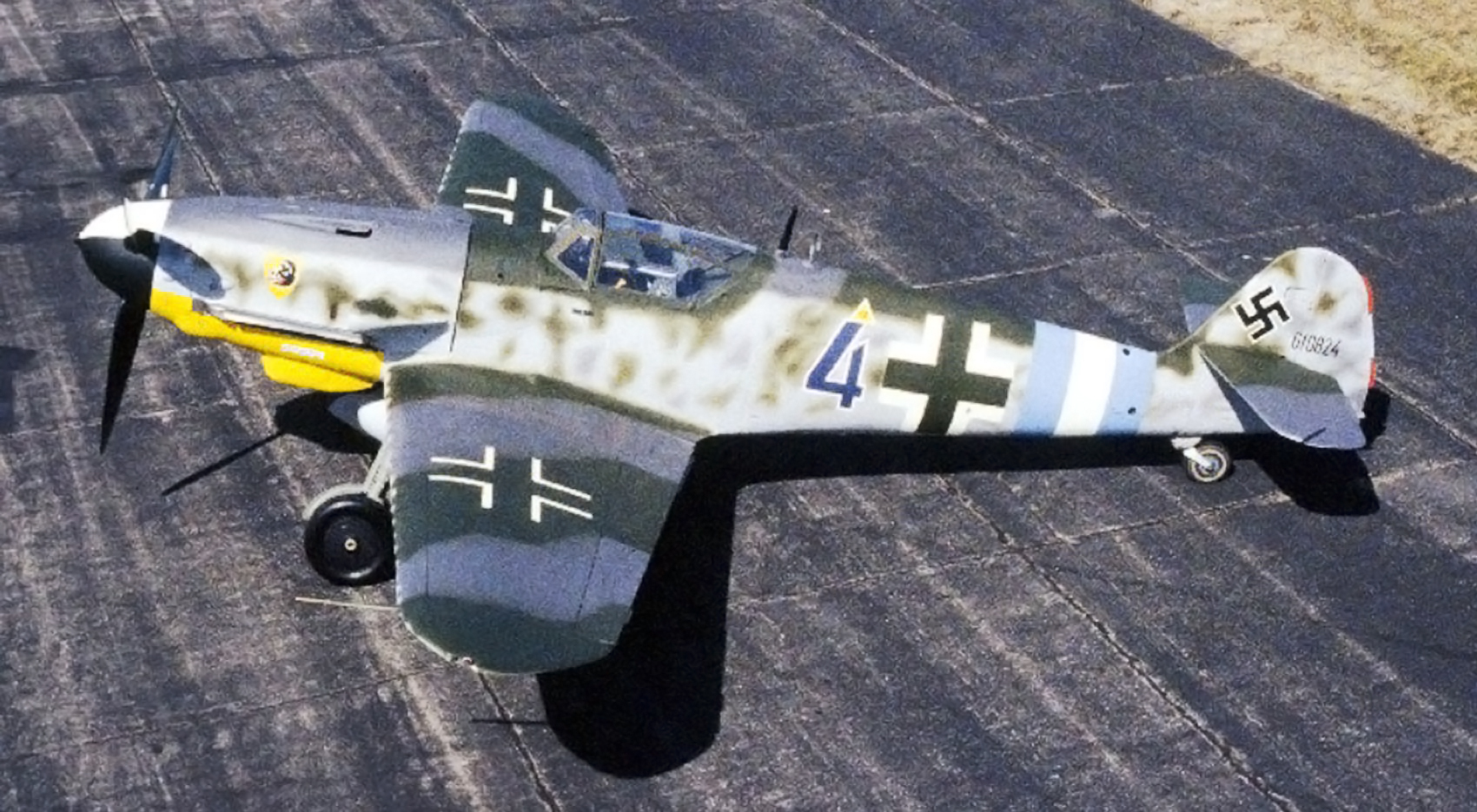
ドイツ空軍の主力戦闘機の一つメッサーシュミットBf109。高速性に優れた戦闘機。初期のドイツ空軍の主力戦闘機である。様々な派生型が製造され、終戦まで使用された

第二次世界大戦の初期、ポーランド侵攻やフランス侵攻において、ドイツ空軍は戦車部隊と連携してJu87などによる急降下爆撃を中心とする戦術的な航空作戦（電撃戦）で破竹の進撃を行った。
しかし、1940年夏にイギリス本土上陸作戦の露払いとして開始されたバトル・オブ・ブリテンでは、当時の主力単座戦闘機であったBf 109の航続力と数が十分でなく、長距離かつ高速・重武装であったはずのBf 110駆逐戦闘機（ドイツ側での、双発戦闘機の呼称）や、He111といった爆撃機がイギリス戦闘機の攻撃に晒され、多大な損害を被った。また、初期の段階では誤報も多く精度も低かったレーダー・システムが実用化の域に達すると、イギリス空軍による被害はさらに増大し、苦戦を強いられたドイツ空軍は、1940年冬以降になるとイギリスへの昼間爆撃を断念せざるを得なくなった（戦闘機による、小規模な爆撃は湾岸施設に対して実行された）。
その後、1941年にソ連への攻撃を開始し、1942年6月には体勢を立て直してスターリングラードの戦いに臨んだものの、伸び切った補給路とソ連空軍の頑強な抵抗はドイツ空軍の戦力を消耗させた。包囲されたドイツ陸軍に対し懸命の空中補給も行われたが、戦況を好転させることはできなかった。なによりも教官をつとめるパイロットを多数失ったために、このあとのパイロット育成システムに大きな問題を残す事になる。1943年にはクルスクに対する夏季攻勢が行われた。3倍、4倍の数を撃墜してもなお迫り来るソ連の物量に、ドイツ空軍は最後まで航空優勢を維持する事ができず、戦力に大きな差ができつつあることが明らかになった。ウラルにあったソビエトの国営工場などに空襲ができなかったことに加え、大戦末期の日本にも見られた『モックアップ・ファイター（木製戦闘機）』なども急速にソ連空軍の戦力として増加したためである。結果的に、連合軍のイタリア半島上陸によって作戦は中止され、これ以降、ドイツは急速に戦力を減耗していく事になる。

#### 本土防空

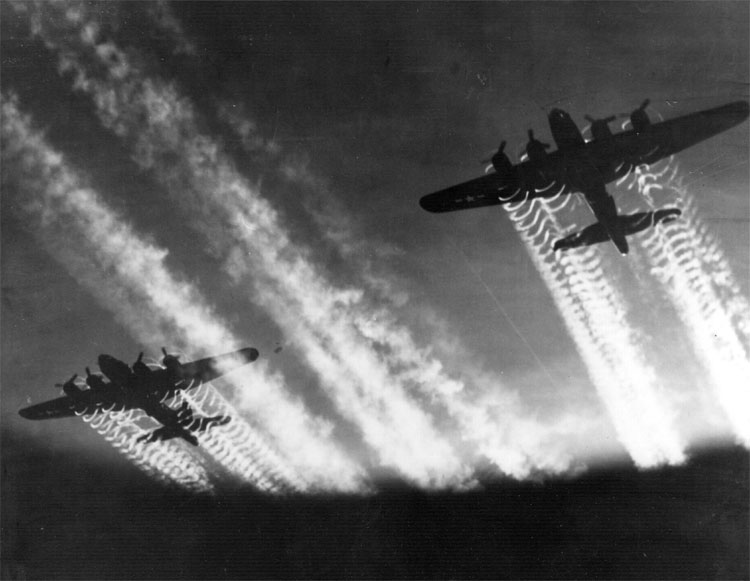
B-17 フライングフォートレス。1943年からイギリスより大量に飛来し各地で迎撃戦が行われた

開戦当時のドイツ本土の防空体制は皆無に等しかった。当時のドイツ空軍総司令官であるヘルマン・ゲーリングが豪語したように、「防空には高射砲」という考えがあったからである。さらに、敵航空基地を絶え間なく攻撃すれば、相手が防空で手一杯となって爆撃ができないであろうという考えが存在していた。1940年5月15日、その考えが一変する。真夜中のドイツ本土上空に英爆撃機が出現し、さらには肝心の高射砲部隊が上手く機能しなかったのである。この後、夜間戦闘機部隊とレーダー防空網の整備が進められる中、イギリス空軍による大都市への夜間爆撃ドイツ本土空襲が恒常化する。
大戦中期に、アメリカ軍が参戦。1942年にアメリカ陸軍航空軍（第8空軍など）による軍事施設に対する昼間爆撃が本格化したが、1943年のシュヴァインフルトの爆撃では、迎撃によりアメリカ側に耐え難い損害を強いた。
護衛戦闘機の随伴が可能になった1944年からは、戦闘機隊を先行させて飛行場を強襲する、いわゆるスイープなどの対抗策が講じられた。さらにノルマンディー上陸作戦で、フランスに派遣された迎撃戦闘機の基地が占領されていくと、ドイツ空軍側は戦力維持が難しくなっていった。さらに合成石油製造工場の爆撃は大きな打撃となり、その結果、戦闘機は製造されるが燃料が無いという悪循環に陥った。

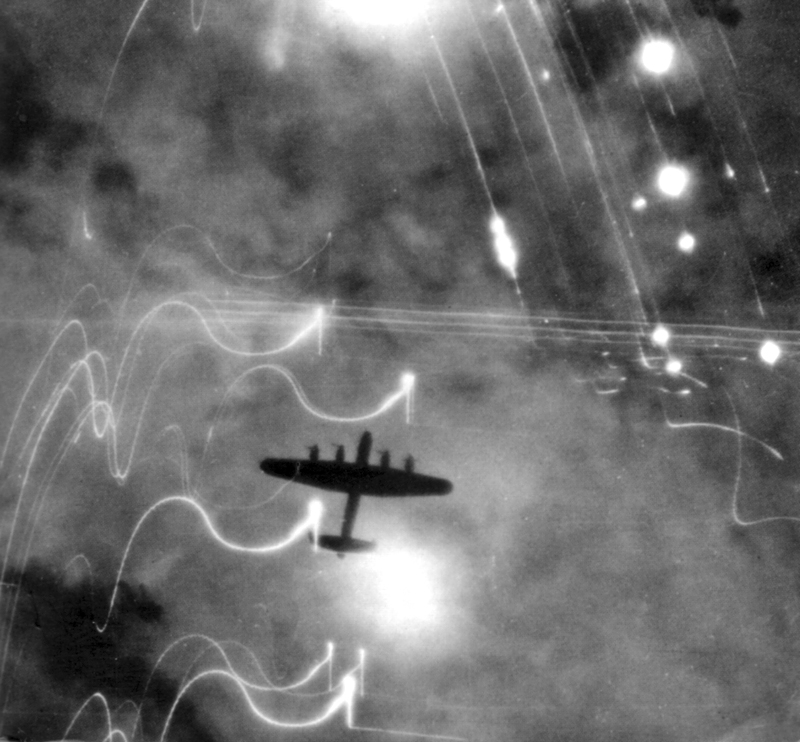
ハンブルクを空襲するイギリス空軍のアブロ ランカスター

戦争末期に近づくにつれ、連合軍による空襲はますます激化し、1944年中には主な軍需工場が集中していたルール地方は焦土と化した。また、イギリス軍による夜間爆撃に対しては、爆撃機であったJu 88を夜間迎撃機に改造して使用した。ジェット戦闘機の開発も進められたが、爆撃機仕様が優先されたこともあり、実戦に投入されたのは大戦末期に差し掛かってからであった。1943年7月24日から8月2日にはハンブルク空襲で戦略爆撃機2865機が飛来し、総量9,185トンもの爆弾を投下。死者は5万人以上を数えた。この爆撃以降、ドイツ本土の都市を目標にした大規模爆撃が激化していった。

#### 末期の戦い

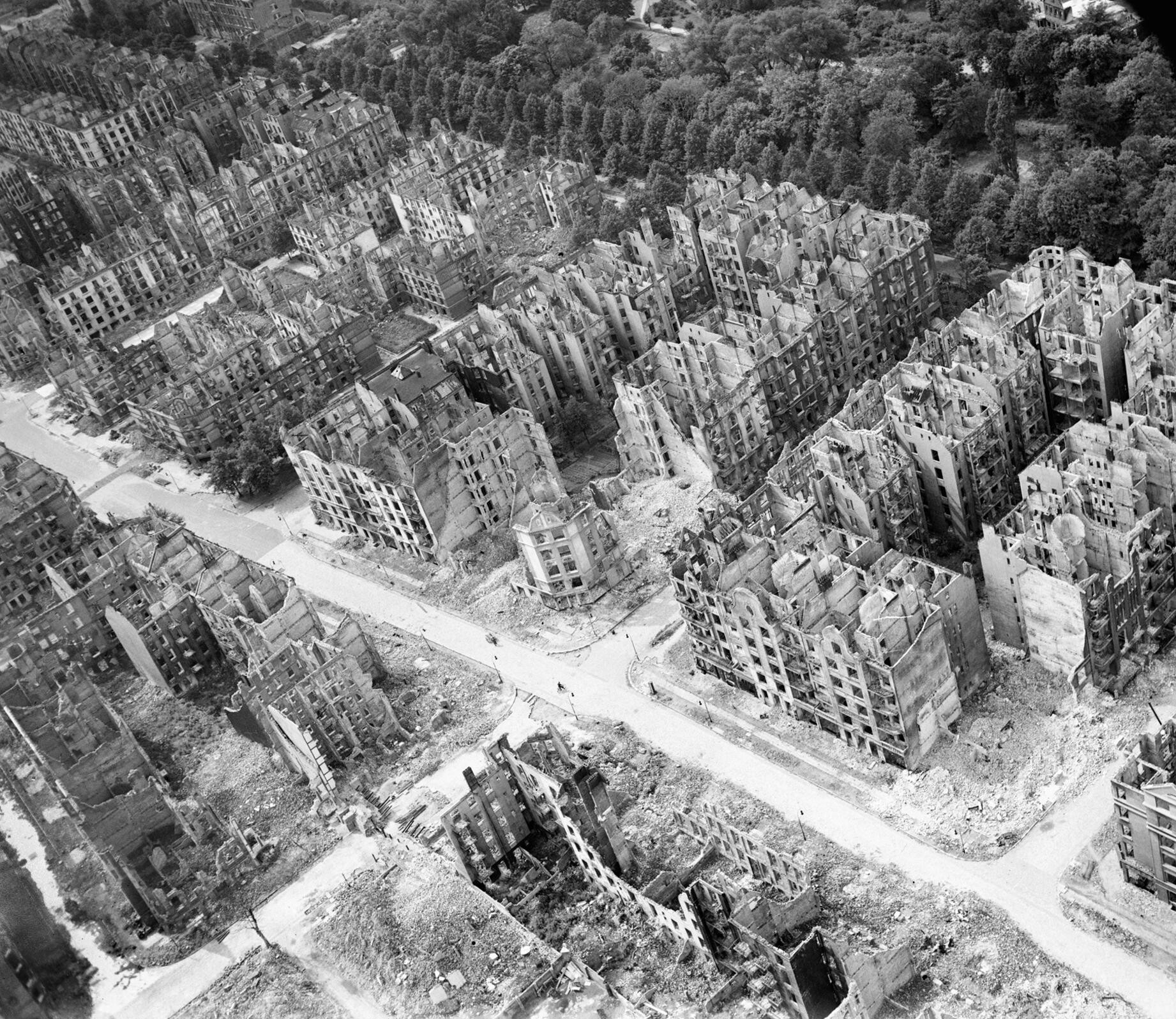
1945年、焦土と化したハンブルク

ノルマンディー上陸作戦の発動に伴い、連合軍の空軍は交通機関を空襲して徹底的な部隊移動妨害を行った。これをカレー上陸のための陽動だと考えた総司令部は兵力の温存を図った。このためノルマンディー上陸時には数機程度の航空機のみを飛ばしたに過ぎず、それはあまりにも少なかった。フランス沿岸部に連合軍の強固な橋頭堡が築かれ、連合軍のヨーロッパへの進出は不動のものになった。フランスに派遣されていたドイツ軍空軍基地は、放棄ないし占領され、大量の機材を失い、防空体制にも重大な穴が生まれた。連合軍の物量と、最終的な判断ミスでドイツは制空権を完全に失い、ドイツ本土への爆撃行はより激しさを増した。東部戦線でもソ連空軍に対してアメリカ・イギリスの兵器貸与が行われ、かつて物量任せであった攻撃は精度が増していた。外的要因のみならず、ドイツ空軍は編隊を組んで飛ぶ事すら困難なほどの燃料不足、総司令部と地方基地との意見の食い違いによる混乱が生まれていた。
1945年4月、ソ連赤軍がベルリンに到達し、ベルリンの戦いが始まる。地上で少年兵や老人、傷病兵などを招集し国民突撃隊が編成される中、ドイツ空軍でもグライダー飛行程度の訓練でも操縦可能というコンセプトに基づき、ハインケル社からジェット戦闘機He 162 フォルクスイェーガーが開発された。しかしながら、コンセプトとは裏腹に熟練者でも操縦が難しい機体となり、部隊が創設されたものの戦果は上がらなかった。

#### 戦後
ナチス・ドイツの降伏に伴い、ドイツ国防軍全軍は解体された。ドイツの東西分断を経て、1950年代になると2つのドイツは共に再軍備を開始した。ドイツ連邦共和国（西ドイツ）ではドイツ連邦軍空軍として、またドイツ民主共和国（東ドイツ）では国家人民軍航空軍として、新たに空軍が編成された。いずれの空軍も、旧空軍の将兵が創設に関与していた。

## 組織

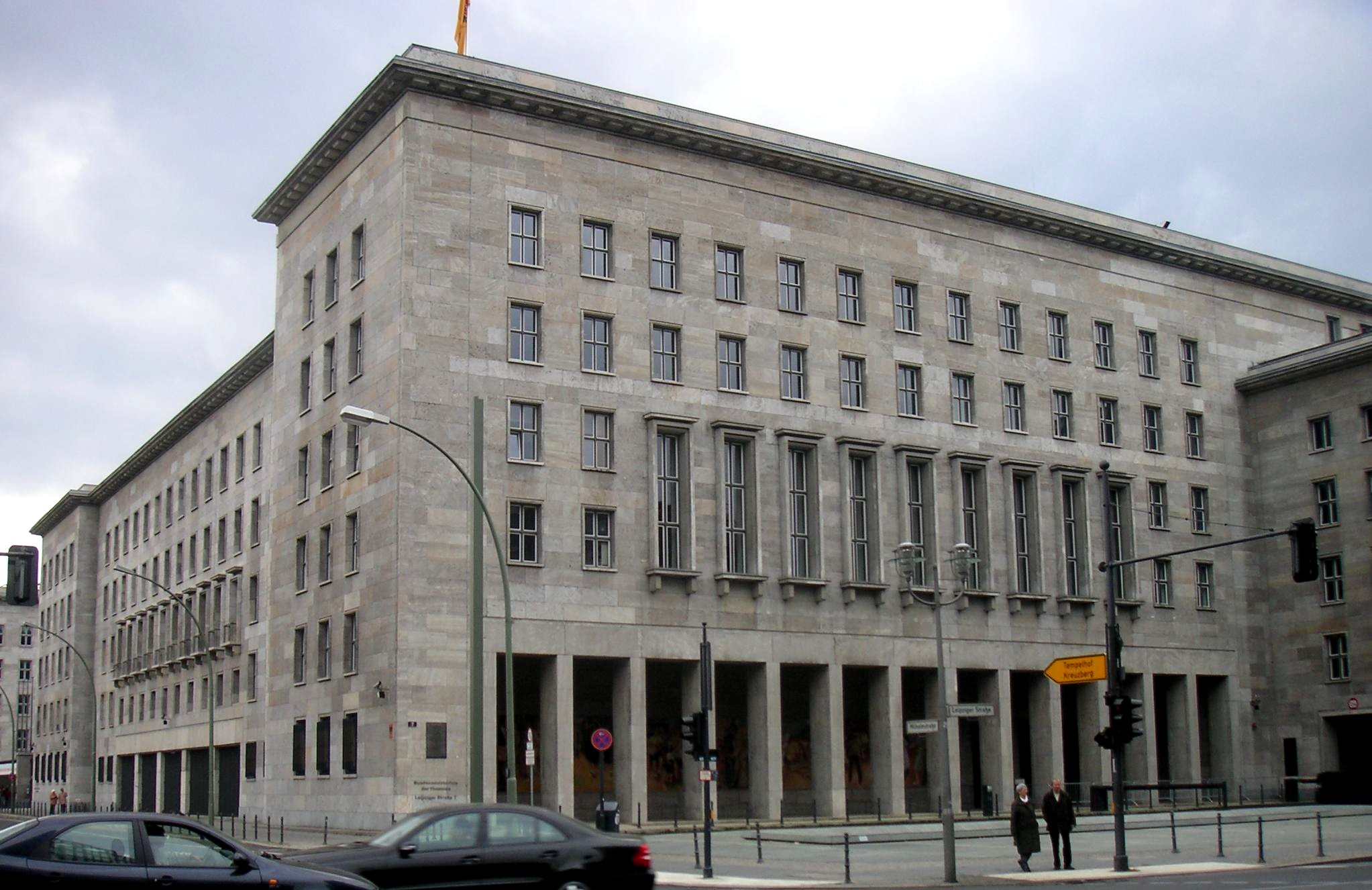
旧ライヒ航空省（現連邦財務省）

黒十字1939年～1945年のドイツ空軍機に標示された国籍マーク

### 官衙
- 航空省（RLM） - 軍政機関
- 空軍総司令部（OKL） - 軍令機関

### 編制
第二次世界大戦時の主要部隊を示す。
- 航空艦隊
  - 第1航空艦隊
  - 第2航空艦隊
  - 第3航空艦隊
  - 第4航空艦隊
  - 第5航空艦隊
  - 第6航空艦隊
  - 第10航空艦隊（訓練部隊）
  - ライヒ航空艦隊（本土防空部隊）
- 空軍野戦師団
- 降下猟兵（空挺兵）

#### 部隊単位
ドイツ空軍の部隊の序列は以下である。
- 航空艦隊（Luftflotte）
- 航空軍団（Fliegerkorps）
- 航空師団（飛行師団、Fliegerdivision）
- 航空団（Geschwader）
- 飛行隊（Gruppe）
- 飛行中隊（Staffel）

航空艦隊というのは受け持ちの地域別に分けたときの呼称であり、開戦当時は第4航空艦隊まで存在していた。1940年に新設された第5航空艦隊は、第2、第3航空艦隊とともにバトル・オブ・ブリテンに参加している。1944年には本土防空部隊であるライヒ航空艦隊（帝国航空艦隊）が編成された。最盛期には6つの航空艦隊に、ライヒ航空艦隊、訓練部隊である第10航空艦隊を加えた大所帯へと発展するが、末期にはハンガリーからオーストリアに展開した第6航空艦隊とライヒ航空艦隊までに縮小した。
実際の作戦は師団単位で行われた。しかしながら、開戦当時は空軍の編成は未完了のままであり、戦闘機部隊にいたっては編隊単位での指揮しか行えなかったのが実情であった。さらには組織の命令伝達システムも複雑であった。空軍総司令部（OKL）→航空艦隊→航空軍団→航空師団→野戦部隊に伝達されるようになっていたが、その航空軍団という大規模な組織であっても専門的で、諸兵科のバランスの釣り合いが悪く、航空軍団は各地の戦線に赴いていく中で地域別の縛りが希薄になっていった。また戦力の減耗に伴って中隊単位での扱いが多くなっていった。

#### 地上部隊
1938年から降下猟兵（Fallschirmjäger）と呼ばれる空挺兵を空軍の部隊として持っていた。さらに1942年からは空軍野戦師団が多数創設された。都市防空にあたる対空砲部隊も空軍の所属で、これほど大規模な地上部隊が空軍の傘下にあったのは他の国に類例のない特徴である。

## 装備

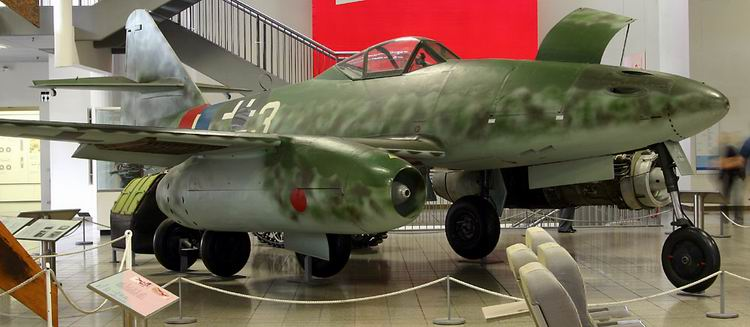
ドイツ博物館のMe262

第二次世界大戦以前より、世界各国がジェットエンジンの開発に取り組んでいたが、ドイツのハインケル社は、その中でもいち早く世界初のジェット機He 178の初飛行を成功させた。この後ハインケル社はジェット戦闘機He 280を開発、メッサーシュミット Me262に先駆け1941年に初飛行を成功させたが、生産に移される事がなかった。諸説あるが、エルンスト・ハインケル博士のナチ嫌い、あるいはウィリー・メッサーシュミット博士と空軍の密接さが一番の原因と考えられており、これはメッサーシュミットBf 109と競合と意図し、優秀であったとされながらも冷遇されたHe 100の前例も作っている。そのため、この技術が戦争中に生かされたのは第三帝国の終焉が見え始めた1944年の中盤、メッサーシュミット Me262が実戦化された時であった。ジェットエンジンが技術的にも未成熟であったため、機械的な故障も多く生じた。